# Gastacherwände
Gastacherwände, även skrivet Gastacher Wände, är en cirka 2 km lång bergsrygg i Österrike. Den ligger i förbundslandet Tyrolen, i den centrala delen av landet, 300 km väster om huvudstaden Wien. Högsta punkten på Gastacherwände ligger 3 087 meter över havet.
Närmaste större samhälle är Matrei in Osttirol, 14,4 km sydost om Gastacherwände. 